# La Rivière du hibou (court métrage)
Pour les articles homonymes, voir An Occurrence at Owl Creek Bridge.
Pour plus de détails, voir Fiche technique et Distribution.
La Rivière du hibou est un court métrage français de fiction (28 min, noir et blanc) réalisé par Robert Enrico et coproduit par Marcel Ichac et Paul de Roubaix, sorti en 1962. Il a obtenu la Palme d'or et l'Oscar du court métrage.
Aux États-Unis, le film a été diffusé en tant qu'épisode de la série La Quatrième Dimension.

## Synopsis
Pendant la guerre de Sécession, un homme va être pendu à un pont pour espionnage. Mais la corde casse et il tombe dans la rivière sous le pont. Il s'échappe en nageant et, à travers les bois, court vers sa maison où l'attend sa femme. Alors qu'il est sur le point de serrer son épouse dans ses bras, il meurt brutalement car tout cela n'était qu'un rêve. L'homme vient d'être pendu.

## Fiche technique
- Titre : La Rivière du hibou
- Titre anglais : An Occurrence at Owl Creek Bridge
- Réalisation : Robert Enrico
- Scénario : Robert Enrico d'après la nouvelle Ce qui se passa sur le pont de Owl Creek d'Ambrose Bierce
- Production : Marcel Ichac et Paul de Roubaix
- Musique : Henri Lanoë
- Photographie : Jean Boffety
- Montage : Denise de Casabianca et Robert Enrico
- Son : Jean Nény
- Assistant réalisateur : Nat Lilienstein
- Caméra opérateur : Christian Guillouet
- Direction de la production : Pierre Lobreau et Gérard Berger
- Production : Paul de Roubaix et Marcel Ichac
- Sociétés de production : Filmartic et Les Films du Centaure
- Pays de production :  France
- Genre : Aventure, drame, fantastique, thriller, guerre et western
- Durée : 28 minutes
- Dates de sortie : 
  - France : décembre 1961 (Journées internationales du court métrage de Tours), mai 1962 (festival de Cannes)

## Distribution
- Roger Jacquet : l'espion confédéré
- Anne Cornaly : son épouse
- Anker Spang-Larsen : l'officier nordiste
- Stéphane Fey
- Jean-François Zeller
- Pierre Danny
- Louis Adelin

## Récompenses et distinctions
Ce court métrage, réalisé en France dans les Cévennes sur la commune de Cassagnas, au lieu-dit « pont de  Ribiès », près de la gare aujourd'hui désaffectée fut produit avec des moyens limités.
Il sera consacré par les plus hautes récompenses du cinéma mondial :
- Robert Enrico recevra pour ce film la Palme d'or du court métrage du festival de Cannes 1962, et le Grand Prix des Journées Internationales du Court Métrage de Tours.
- Marcel Ichac et Paul de Roubaix recevront pour ce film l'Oscar du meilleur court métrage en prises de vues réelles à Hollywood en 1964.
- Le film a été diffusé à la télévision américaine dans le cadre de l'émission La Quatrième Dimension, en tant que cent-quarante-deuxième épisode, le 28 février 1964.

## Analyse
La Rivière du hibou est l'adaptation d'une célèbre nouvelle de l'écrivain américain Ambrose Bierce (1842-1914), Ce qui se passa sur le pont de Owl Creek, extraite du recueil de nouvelles Morts violentes (In the Midst of Life: Tales of Soldiers and Civilians - 1898).
Deux autres nouvelles d'Ambrose Bierce, Chickamauga et L'Oiseau-moqueur, également tirées du recueil Morts Violentes firent l'objet ultérieurement de courts-métrages tournés en 1962 et constituèrent une trilogie de 95 minutes reprenant le titre original du recueil de Bierce Au cœur de la vie. (Interprètes : Frédérique Ruchaud, Stéphane Fey, Roger Jacquet, Marcel Rouzé, François Frankiel, Eric Frankiel, Pilou Boffety, Micheline Catty, Anne Cornaly, Paul de Roubaix, M. Domant, Richard Glanz, Harold Herbstmann, Georgette Larson, Pierre Lobreau, Ghérasim Luca, Nicolas Makarof.)
Ce film de portée philosophique, est une réflexion sur la subjectivité du monde intérieur et l'objectivité de la vie réelle, l'opposition entre les capacités d'évasion infinie de l'esprit et la réalité.